# Les Églises-d'Argenteuil
Les Églises-d'Argenteuil és un municipi francès situat al departament del Charente Marítim i a la regió de la Nova Aquitània. L'any 2007 tenia 523 habitants.

## Demografia

### Població
El 2007 la població de fet de Les Églises-d'Argenteuil era de 523 persones. Hi havia 220 famílies de les quals 48 eren unipersonals (16 homes vivint sols i 32 dones vivint soles), 96 parelles sense fills, 68 parelles amb fills i 8 famílies monoparentals amb fills.
La població ha evolucionat segons el següent gràfic:
Habitants censats

### Habitatges
El 2007 hi havia 262 habitatges, 224 eren l'habitatge principal de la família, 17 eren segones residències i 21 estaven desocupats. 255 eren cases i 7 eren apartaments. Dels 224 habitatges principals, 178 estaven ocupats pels seus propietaris, 45 estaven llogats i ocupats pels llogaters i 1 estava cedit a títol gratuït; 2 tenien una cambra, 7 en tenien dues, 24 en tenien tres, 45 en tenien quatre i 146 en tenien cinc o més. 178 habitatges disposaven pel capbaix d'una plaça de pàrquing. A 90 habitatges hi havia un automòbil i a 112 n'hi havia dos o més.

### Piràmide de població
La piràmide de població per edats i sexe el 2009 era:
| Homes | Edats   | Dones |
| ----- | ------- | ----- |
| 0     | 95 o +  | 0     |
| 0     | 90 a 94 | 0     |
| 12    | 85 a 89 | 8     |
| 8     | 80 a 84 | 4     |
| 8     | 75 a 79 | 8     |
| 8     | 70 a 74 | 8     |
| 20    | 65 a 69 | 20    |
| 16    | 60 a 64 | 12    |
| 24    | 55 a 59 | 12    |
| 8     | 50 a 54 | 28    |
| 32    | 45 a 49 | 40    |
| 16    | 40 a 44 | 12    |
| 20    | 35 a 39 | 12    |
| 16    | 30 a 34 | 12    |
| 8     | 25 a 29 | 16    |
| 16    | 20 a 24 | 8     |
| 24    | 15 a 19 | 28    |
| 12    | 10 a 14 | 16    |
| 12    | 5 a 9   | 12    |
| 8     | 0 a 4   | 8     |

## Economia
El 2007 la població en edat de treballar era de 330 persones, 238 eren actives i 92 eren inactives. De les 238 persones actives 221 estaven ocupades (110 homes i 111 dones) i 17 estaven aturades (7 homes i 10 dones). De les 92 persones inactives 51 estaven jubilades, 13 estaven estudiant i 28 estaven classificades com a «altres inactius».

### Ingressos
El 2009 a Les Églises-d'Argenteuil hi havia 230 unitats fiscals que integraven 556 persones, la mediana anual d'ingressos fiscals per persona era de 15.581 €.

### Activitats econòmiques
Dels 15 establiments que hi havia el 2007, 1 era d'una empresa alimentària, 5 d'empreses de construcció, 3 d'empreses de comerç i reparació d'automòbils, 2 d'empreses d'hostatgeria i restauració, 2 d'empreses de serveis, 1 d'una entitat de l'administració pública i 1 d'una empresa classificada com a «altres activitats de serveis».
Dels 6 establiments de servei als particulars que hi havia el 2009, 1 era un paleta, 2 fusteries, 1 lampisteria, 1 perruqueria i 1 restaurant.
L'únic establiment comercial que hi havia el 2009 era una fleca.
L'any 2000 a Les Églises-d'Argenteuil hi havia 16 explotacions agrícoles que ocupaven un total de 855 hectàrees.

## Equipaments sanitaris i escolars
El 2009 hi havia una escola elemental integrada dins d'un grup escolar amb les comunes properes formant una escola dispersa.

## Poblacions més properes
El següent diagrama mostra les poblacions més properes.